# کی‌پی‌ام‌جی
کِی‌پی‌اِم‌جی (به انگلیسی: KPMG) یکی از بزرگترین شرکت‌های خدماتی و سرویس‌دهنده در جهان است. سرویس‌های این شرکت دربرگیرندهٔ مشاوره، مشاورهٔ مالی، مالیات و حسابرسی است.
شرکت کِی‌پی‌اِم‌جی، همراه با شرکت‌های ارنست اند یانگ، دیلویت، و پرایس‌واترهاوس‌کوپرز، چهار شرکت بزرگ حسابرسی در جهان محسوب می‌شوند.